# شاک راک
شاک راک (انگلیسی: Shock rock) یک واژهٔ مادر است برای توصیف هنرمندانی که موسیقی راک یا هوی متال را با اجراهای نمایشی و تئاترگونه تلفیق می‌کنند، این اجراها بر عنصر شوک تأکید دارند.